# Anton von Brudermann
Anton Ritter von Brudermann (* 21. Dezember 1847 in Öskü, Ungarn; † 23. Dezember 1881 in Tarnów, Galizien) war ein österreichisch-ungarischer Offizier, zuletzt im Range eines Hauptmanns.

## Leben und Wirken
Anton von Brudermann, ältester von drei Söhnen Rudolfs von Brudermann und Giselas von Barbaczy, begann seine militärische Ausbildung im Kadetteninstitut von Hainburg an der Donau, wonach er 1863 in die Theresianische Militärakademie in Wiener Neustadt eintrat. Nach der erfolgreichen Absolvierung der Militärakademie im Jahre 1866 wurde er als Leutnant dem 11. Ulanen-Regiment zugeteilt und konnte sich unmittelbar danach im Krieg gegen Preußen beweisen. Nach der erfolgreichen Absolvierung der Kurse an der Kriegsschule wurde er am 1. Mai 1871 zum Oberleutnant befördert und wurde danach dem Generalstab zugeteilt, wo er am 1. Mai 1873 auch zum Rittmeister avancierte. Am 1. Mai 1876 wurde er mit Rang eines Hauptmanns 1. Klasse endgültig dem Generalstab zugeteilt. Nach der Zuteilung zu verschiedenen Aufgabenbereichen im Generalstab (zum Schluss in der Mappierungsabteilung) wurde er am 1. Mai 1881 zum 1. Ulanen-Regiment transferiert. Während der Ausübung seiner Pflichten bei diesem Regiment in Tarnów starb Anton von Brudermann plötzlich nach kurzer, aber heftiger Erkrankung am 23. Dezember 1881 im Alter von nur 34 Jahren.